# Alauna Veniconum
Alauna Venicorun (anche Ardoch) era un forte romano di forma oblunga, situato nell'odierna Scozia, che si estendeva per circa 5 ettari e mezzo. Era parzialmente circondato da cinque fossati di notevole profondità. È probabile che la sua prima costruzione risalga al tempo di Domiziano, precisamente all'epoca del generale Agricola o più probabilmente del suo successore (seconda metà del I secolo d.C.)
Gli scavi confermano che ci troviamo davanti a due forti: uno precedente e più grande, che fu poi ridimensionato quando venne costruito l'altro. Tuttavia nella successiva ricostruzione vennero utilizzati i precedenti fossati, che entrarono così a far parte di un più elaborato sistema difensivo.
Durante gli scavi ad Ardoch sono stati infatti individuati due forti risalenti al I secolo d.C. Quello dell'età di Domiziano fu poi abbandonato per un breve periodo prima di essere di nuovo occupato e ricostruito. È probabile che i forti di Ardoch, Strageath e Bertha siano stati brevemente rioccupati durante il tardo periodo antoniniano, prima di essere definitivamente abbandonati quando fu terminato il Vallo Antonino.